# بريتانى أوكونيل
بريتانى أوكونيل (بالإنجليزية: Brittany O'Connell)‏ من مواليد 6 ديسمبر 1972 هي ممثلة إباحية أمريكية سابقة.

## وصلات خارجية
- بريتانى أوكونيل على موقع IMDb (الإنجليزية)
- بريتانى أوكونيل على موقع قاعدة بيانات الفيلم (الإنجليزية)
- بريتانى أوكونيل على موقع كينوبويسك (الروسية)